# Epicauta thoracica
Epicauta thoracica là một loài bọ cánh cứng trong họ Meloidae. Loài này được Erichson miêu tả khoa học năm 1843.